# Llop de Llemotges
|  | Per a altres significats, vegeu «Llop (desambiguació)». |

Llop de Llemotges (Llemotges, s. VI - 637) fou un bisbe de Llemotges. És venerat com a sant per diverses confessions cristianes.

## Biografia
Segons la tradició, Llop era el custodi de la tomba de Sant Marcial de Llemotges. Durant el regnat de Clotari II, fou escollit com a dissetè bisbe de Llemotge, malgrat que volgué renunciar-hi. Participà en la fundació de l'abadia de Solenhac, amb Sant Eloi de Noyon, en 632.

## Veneració
Part de les seves relíquies es guarden a l'església de Saint-Michel-des-Lions de Llemotges. La Confraria de Sant Llop, confraria masculina, s'encarrega de perpetuar-ne el culte, juntament amb el dels altres sants, Marcial i Valèria de Llemotges, les relíquies dels quals també són a la mateixa església.